# Seelze
Seelze is een gemeente in de Duitse deelstaat Nedersaksen. De plaats maakt als selbständige Gemeinde deel uit van de Region Hannover.
Seelze telt 34.260 inwoners.

## Indeling van de gemeente
In onderstaande lijst is de richting van de diverse Stadtteile ten opzichte van de plaats Seelze zelf vermeld. Tussen haakjes het aantal inwoners per 17 december 2019. Gegevens ontleend aan de website van de gemeente.
- Almhorst (ZW; 757)
- Dedensen (W; 2.203)
- Döteberg (Z; 361)
- Gümmer (W; nabij de A2-afrit; 2.031)
- Harenberg (ZO; 1.819)
- Kirchwehren (ZW; 525)
- Lathwehren (ten W van Kirchwehren; 529)
- Letter (O; 11.428)
- Lohnde (tussen Gümmer en Seelze; 2.774)
- Seelze incl. Seelze-Süd , een na 2001 geheel nieuw gebouwde woonwijk, (11.740); zetel van het gemeentebestuur
- Velber (2.097)

Totaal aantal inwoners van de gemeente per 17 december 2019: 36.264.

## Ligging, verkeer, vervoer
Seelze ligt direct ten zuiden van de rivier de Leine en ten zuiden van Garbsen en ten westen van de stad Hannover.
Andere buurgemeenten zijn  Gehrden in het zuiden, Barsinghausen in het zuidwesten en Wunstorf in het westen.

### Wegverkeer
Door Seelze loopt o.a. de Bundesstraße 441, die tussen Wunstorf en  Garbsen aansluit op de Autobahn A2 Bielefeld - Hannover. Noordoostelijk van Stadtteil Letter loopt de Bundesstraße 6.

### Scheepvaart
De gemeente wordt doorsneden door het Mittellandkanaal en door het hier aftakkende, 11 km lange, zijkanaal naar Hannover, dat de naam Stichkanal Hannover-Linden draagt en  dat eindigt bij de grote havensluis van Linden in het die naam dragende stadsdeel van Hannover. Aan deze kanalen liggen bij Seelze en Letter, gemeente Seelze,  naast een jachthaven diverse kleine binnenhavens en aanlegplaatsen. Aan de noordoever van het kanaal beschikt de chemische fabriek van Honeywell over een eigen logistiek complex, bestaande uit een binnenhaven en een goederenspoorwegemplacement.
De rivier de Leine is alleen voor de pleziervaart en de waterhuishouding bruikbaar.

### Openbaar vervoer
De Hannoveraanse busmaatschappij SVH verzorgt een omvangrijk net van stadsbussen in Hannover. Diverse van deze lijnen rijden ook door de gemeente Seelze.
Seelze heeft een station aan de spoorlijn van Bremen via Nienburg/Weser naar Hannover. Daarnaast is in de plaats een zeer groot rangeerterrein voor zowel goederen- als reizigerstreinen aanwezig.
Daarnaast is het aangesloten op het S-Bahnnet van Hannover.
Lijnen van de S-Bahn:
| Lijn | Route                                                                                              | Frequentie in minuten | Opmerkingen                                                                    |
| ---- | -------------------------------------------------------------------------------------------------- | --------------------- | ------------------------------------------------------------------------------ |
| S1   | Station Minden–Bückeburg– Haste –Wunstorf–Seelze–Hannover Hauptbahnhof–Weetzen–Barsinghausen–Haste | 60′                   | Met S2 halfuursdienst Wunstorf–Haste                                           |
| S2   | Station Nienburg/Weser–Neustadt am Rübenberge–Wunstorf–Seelze–Hannover–Weetzen–Barsinghausen–Haste | 60′                   | Met S1 halfuursdienst Wunstorf–Haste Op zondagen alleen Nienburg–Hannover      |
| S51  | Hamelen–Springe–Hannover–Seelze                                                                    | 60′                   | HVZ-Sprinterlijn, stopt maar op enkele stations ma-vr dagelijks 7 treinstellen |
| RE1  | Hannover–(Seelze)–Wunstorf–Nienburg–Verden–Bremen–Oldenburg–Emden–Norddeich Mole                   | 120'                  | Stopt alleen als de Sprinterlijn niet rijdt                                    |
| RE8  | Hannover–(Seelze)–Wunstorf–Nienburg–Verden–Bremen–Osterholz-Scharmbeck–Bremerhaven-Lehe            | 120'                  | Stopt op de meeste stations alleen als de Sprinterlijn niet rijdt              |

### Vliegverkeer
Op ca. 15 km ten noordoosten van Seelze, aan de andere kant van de stad Hannover, ligt de luchthaven Hannover.

## Economie

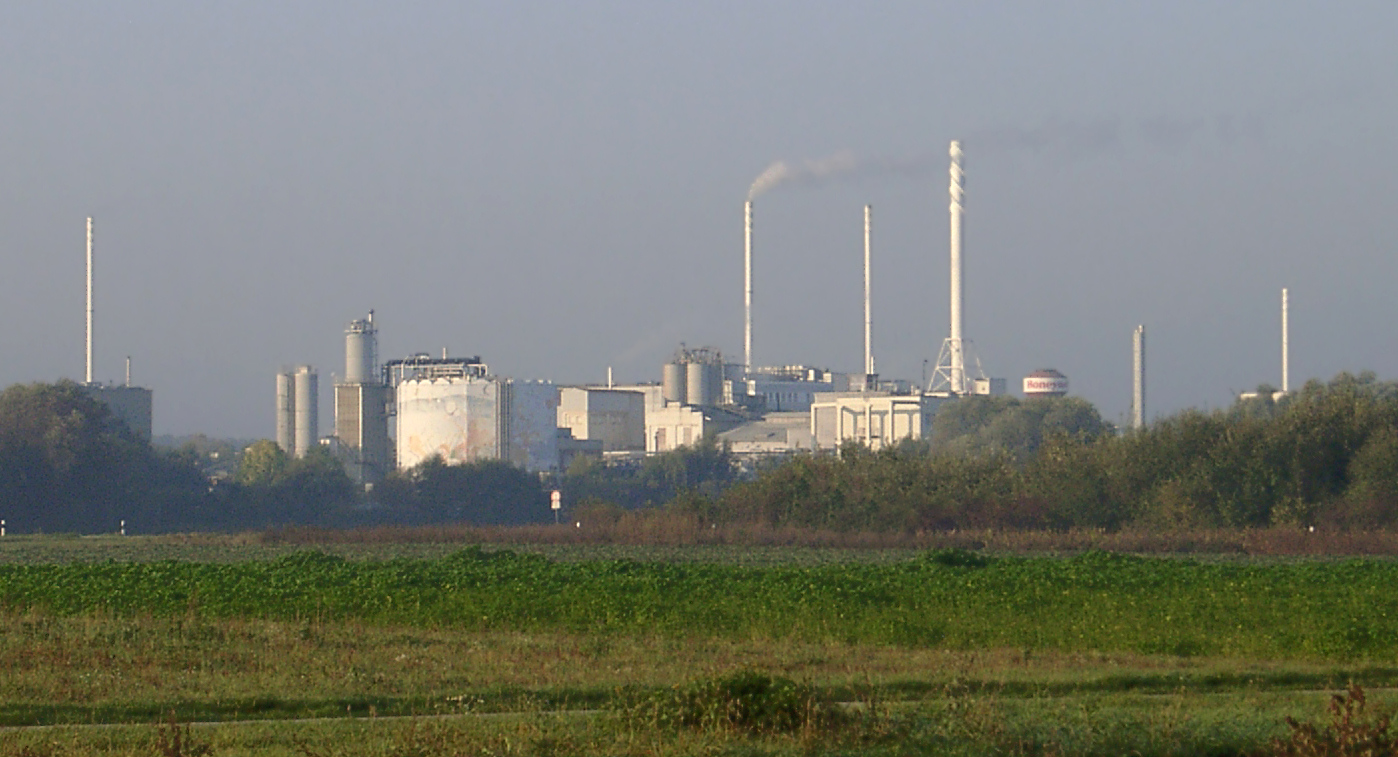
Chemische fabriek van Honeywell
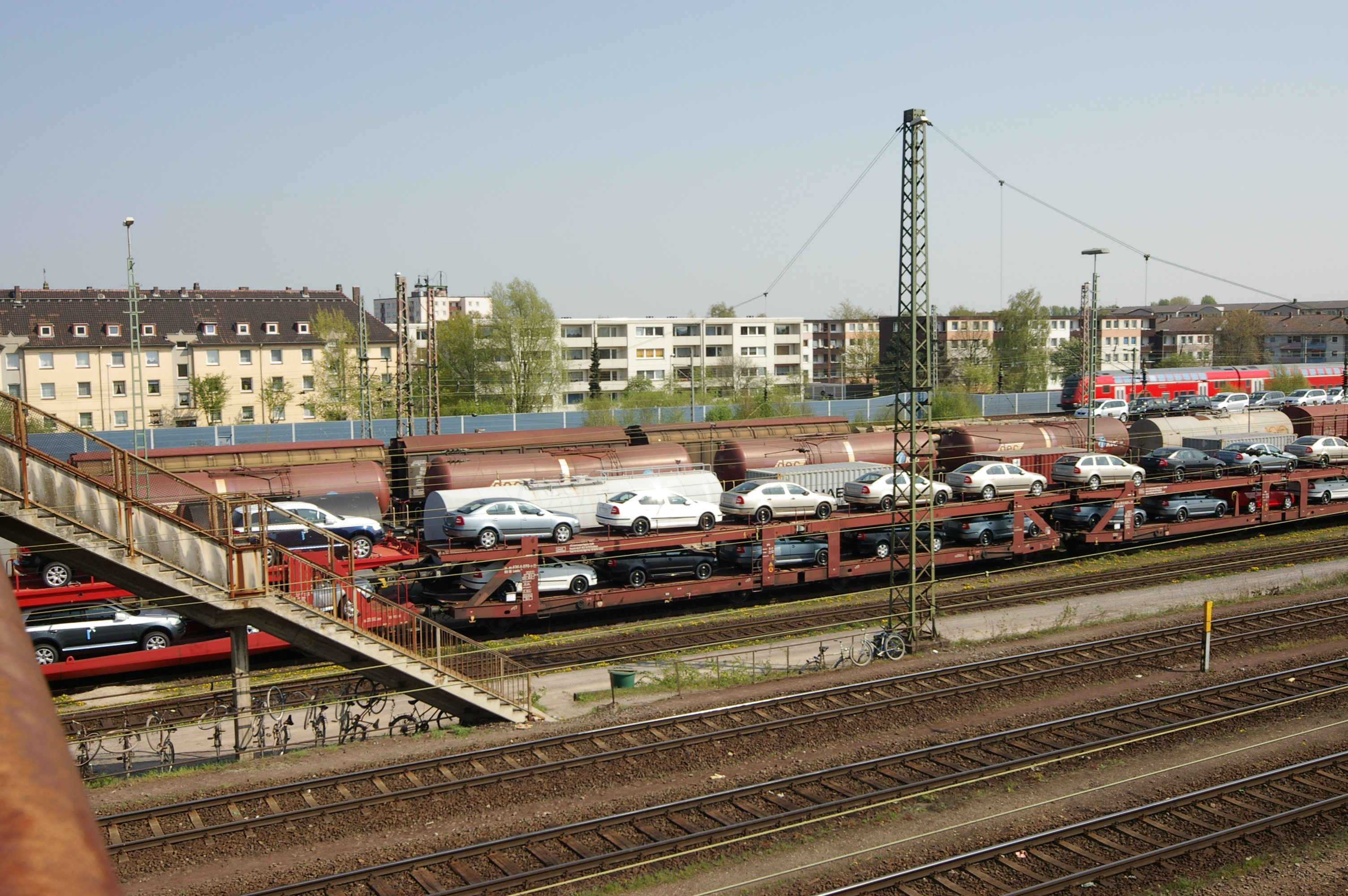
Het rangeerstation

Belangrijk voor de economie van Seelze is al sinds 1943 de chemische fabriek van Riedel-de Haën AG (RdH), tegenwoordig onderdeel van het Honeywell-concern (divisie: Specialty Materials and Technologies).  Er worden o.a. oplosmiddelen, desinfecterende middelen, fluorverbindingen en producten ten behoeve van filtratie tijdens industriële processen gemaakt. De werkgelegenheid bij deze fabriek is de laatste decennia gedaald van bijna 2.000 tot minder dan 800 arbeidsplaatsen.
Verder is de op- en overslag van goederen van aanzienlijk belang. 
In de stadsdelen Lohnde en Letter-Süd zijn bedrijfsterreinen voor midden- en kleinbedrijf.
De gemeente Seelze wordt verder vooral bevolkt door forensen, die in Hannover werken of studeren.

## Geschiedenis
Een riddergeslacht von Seelze (de Selesse, von Zelessen e.d.) komt voor in bij het Staatsarchiv bewaard gebleven documenten uit de 13e en 14e eeuw. Blijkens deze stukken had deze familie in Seelze een havezate. Het geslacht stierf hoogstwaarschijnlijk uit in de 15e eeuw. In het wapen van deze familie kwam een haan voor. Om deze reden voert Seelze in het gemeentewapen ook een haan.
Vanaf de Reformatie in de 16e eeuw en na de, ook voor deze gemeente met veel ellende gepaard gaande, Dertigjarige Oorlog (1618-1648) was de meerderheid van de christenen in de gemeente, tot op de huidige dag, evangelisch-luthers. 
Reeds in 1847 kreeg Seelze aansluiting op het spoorwegnet, toen de lijn van Hannover naar Nienburg/Weser geopend werd.
Tot voor de Tweede Wereldoorlog waren de dorpen in de huidige gemeente klein en in het algemeen agrarisch van karakter.
Rond 1915 werden de voor de binnenscheepvaart belangrijke kanalen in gebruik genomen.
In 1943 vestigde zich hier een belangrijke chemische fabriek (Eugen de Haën), die vanwege zware bombardementsschade de stad Berlijn had moeten verlaten.
Na 1945 waren er door de expansie van de industrie in Hannover, o.a. de nieuwe fabrieken van Volkswagen AG, en door de toevloed van Heimatvertriebene, veel nieuwe woningen nodig. Seelze behoort tot de op deze wijze gegroeide voorstadgemeentes van Hannover.
De huidige gemeente kwam in 1974 door fusie van de hierboven genoemde stadsdelen tot stand. Voordien waren deze dorpen zelfstandige gemeenten. In 1977 kreeg Seelze van de regering van Nedersaksen het recht, zichzelf stad te noemen.

## Bezienswaardigheden, monumenten, recreatie
- Het Hannover War Cemetery is gelegen in Harenberg op het grondgebied van Seelze.
- Van enkele plaatsen in de gemeente is de oude dorpskern min of meer bewaard gebleven, met een oude kerk en met een aantal oude vakwerkhuizen, waarvan er één als dorpsmuseum (Heimatmuseum) is ingericht.
- Landgoed Dunau in Lathwehren, met een in 1718 gebouwde havezate en een op merkwaardige wijze verbouwde windmolen, is schilderachtig gelegen. De gebouwen zijn bewoond en niet te bezichtigen.
- Aan de Leine is een d.m.v. een dijk tegen overstromingen beschermd weidegebied ingericht als een groot recreatieterrein. Kunstenaars uit de regio hebben er ook een beeldenroute ingericht.
- In de gemeente liggen enige kleine natuurgebieden, voornamelijk wetlands nabij de Leine.
- De uit ca. 1914 daterende  Lohnder brug over de Leine. Deze van gewapend beton gemaakte brug staat vanwege haar technische constructie, die niet vaak werd toegepast in Duitsland, onder monumentenzorg.

## Partnergemeentes
- Grand-Couronne, Frankrijk, sinds 1969
- Schkeuditz, Duitsland, deelstaat Sachsen, sinds 1990
- Mosina, Polen, sinds 2000

## Afbeeldingen

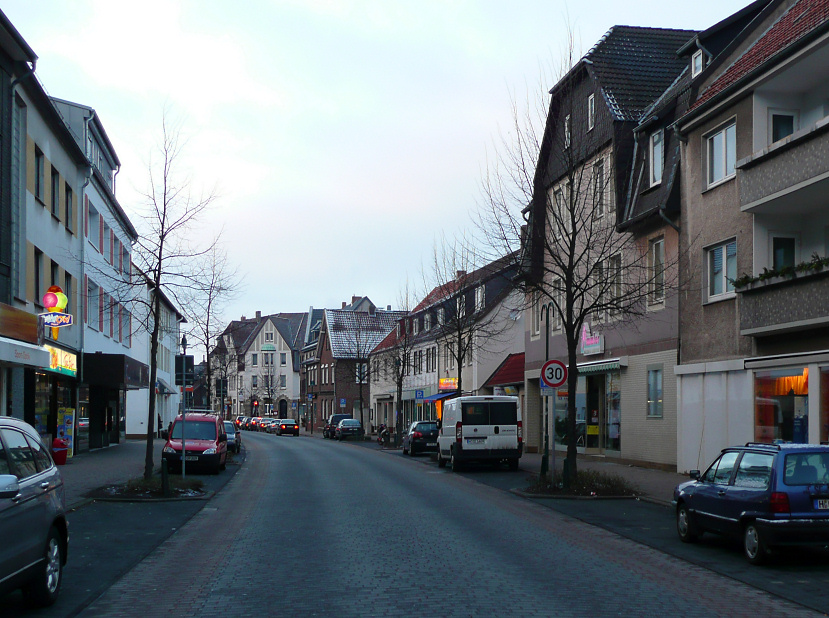
Hauptstraße in Seelze
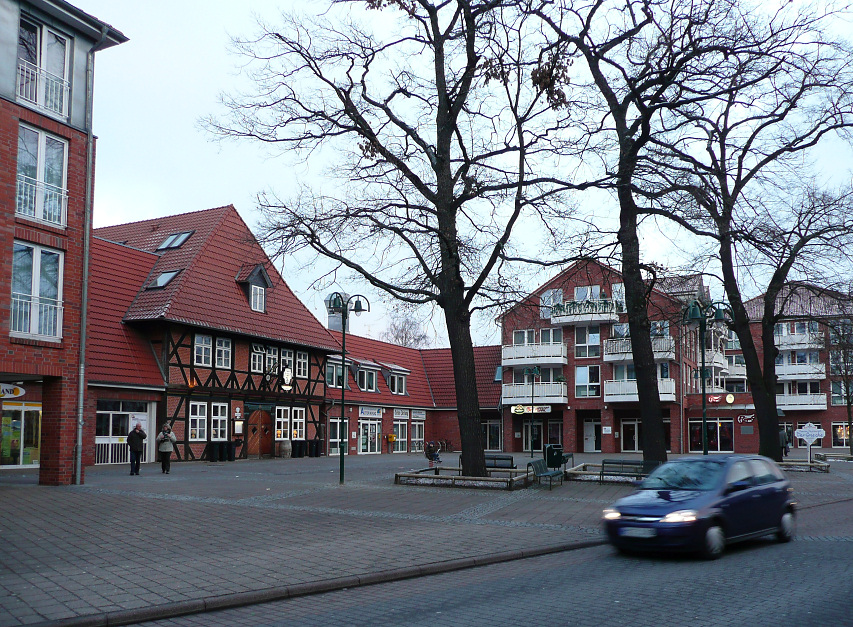
Centraal plein bij de Hauptstraße in Seelze; in het vakwerkhuis links is sinds 2019 het Heimatmuseum ondergebracht.
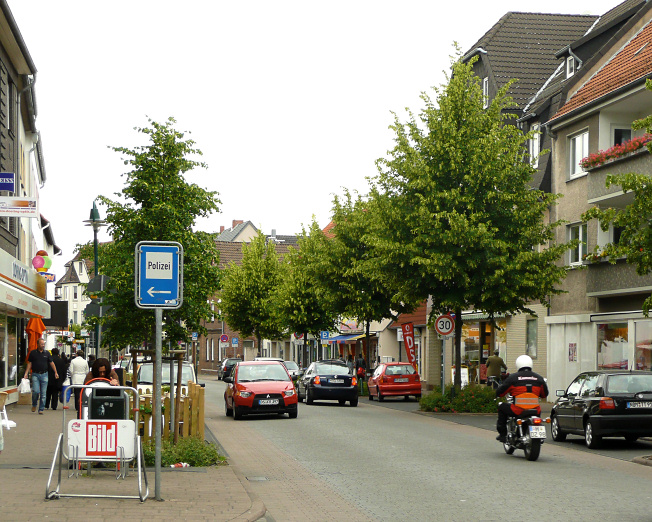
Centrum van Seelze
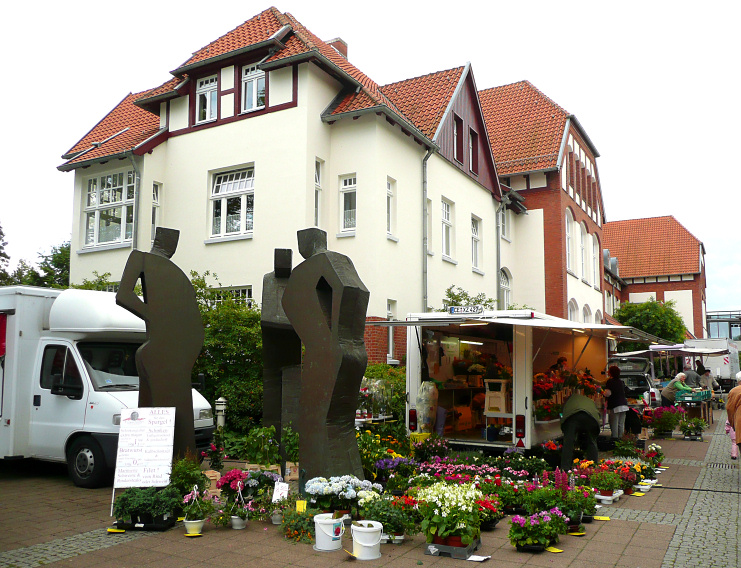
Gemeentehuis op marktdag
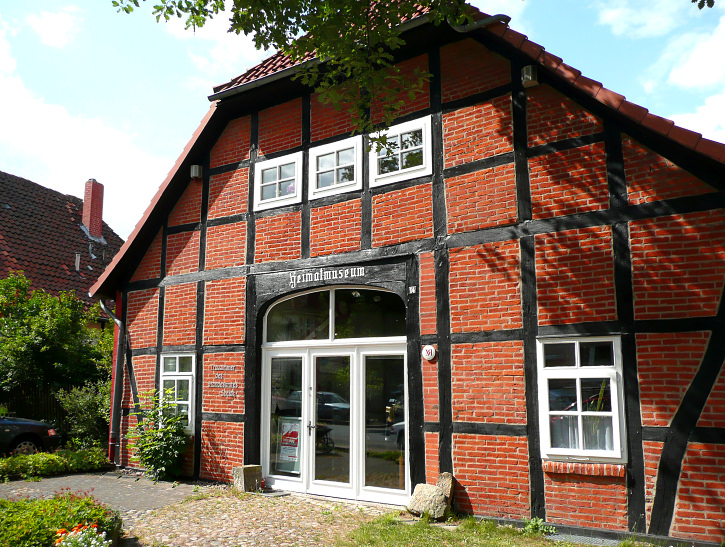
Vakwerkhuis uit 1856 in Letter, waarin tot 2019 het Heimatmuseum was gevestigd
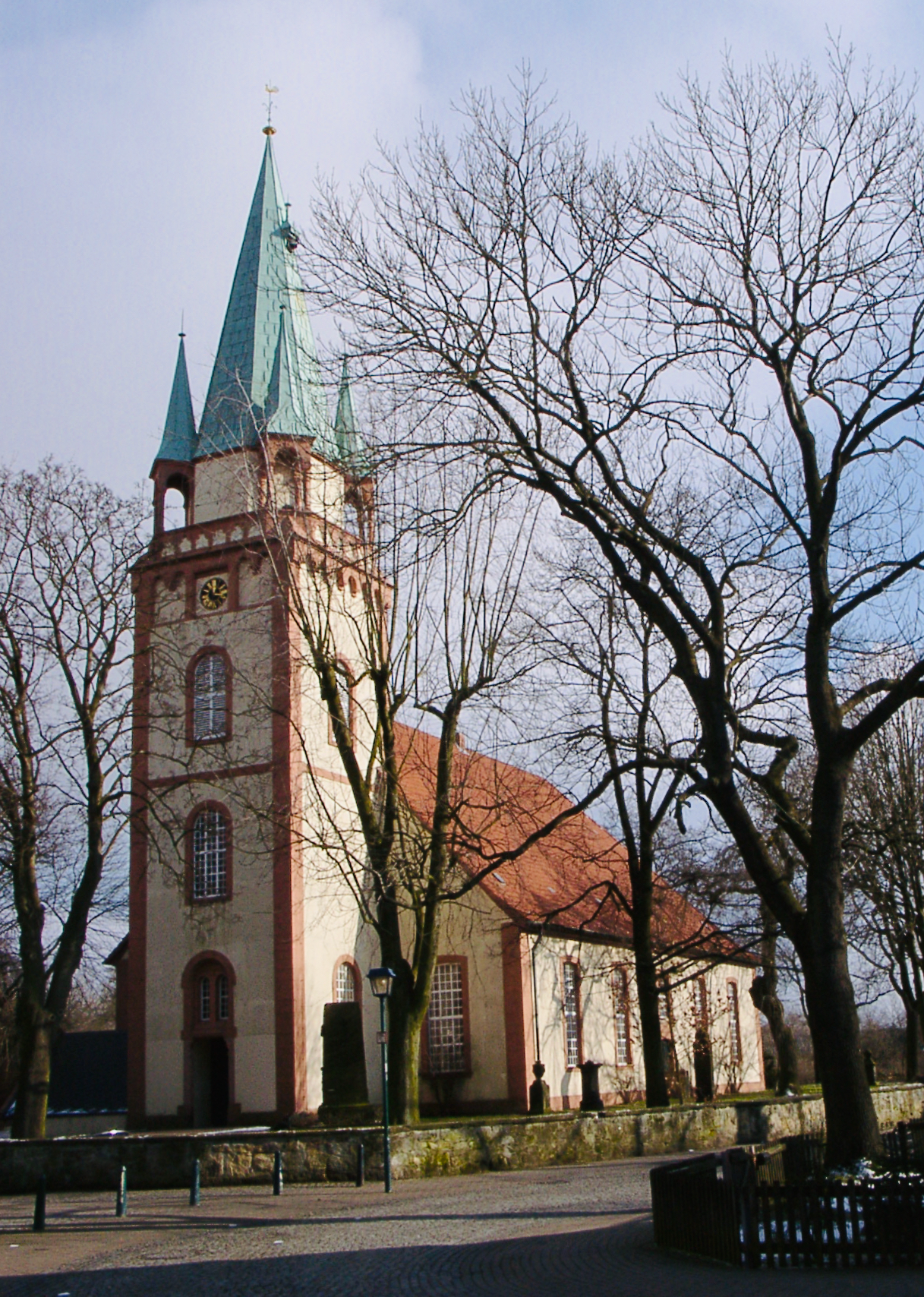
De in 1769 ingewijde Martinikerk (evang.-luthers) te Seelze
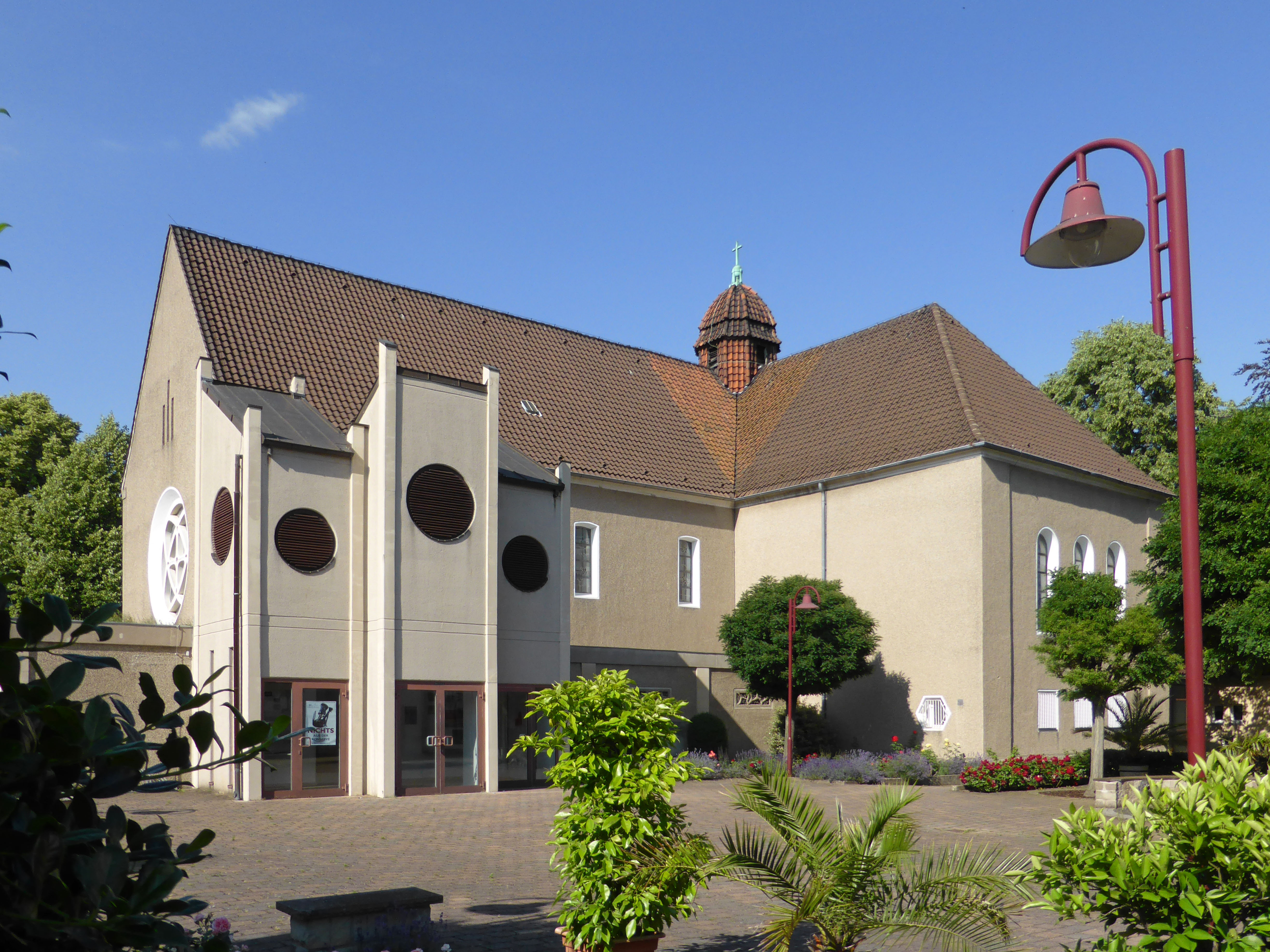
R.K. kerk van de Heilige Drie-eenheid (1913) te Seelze
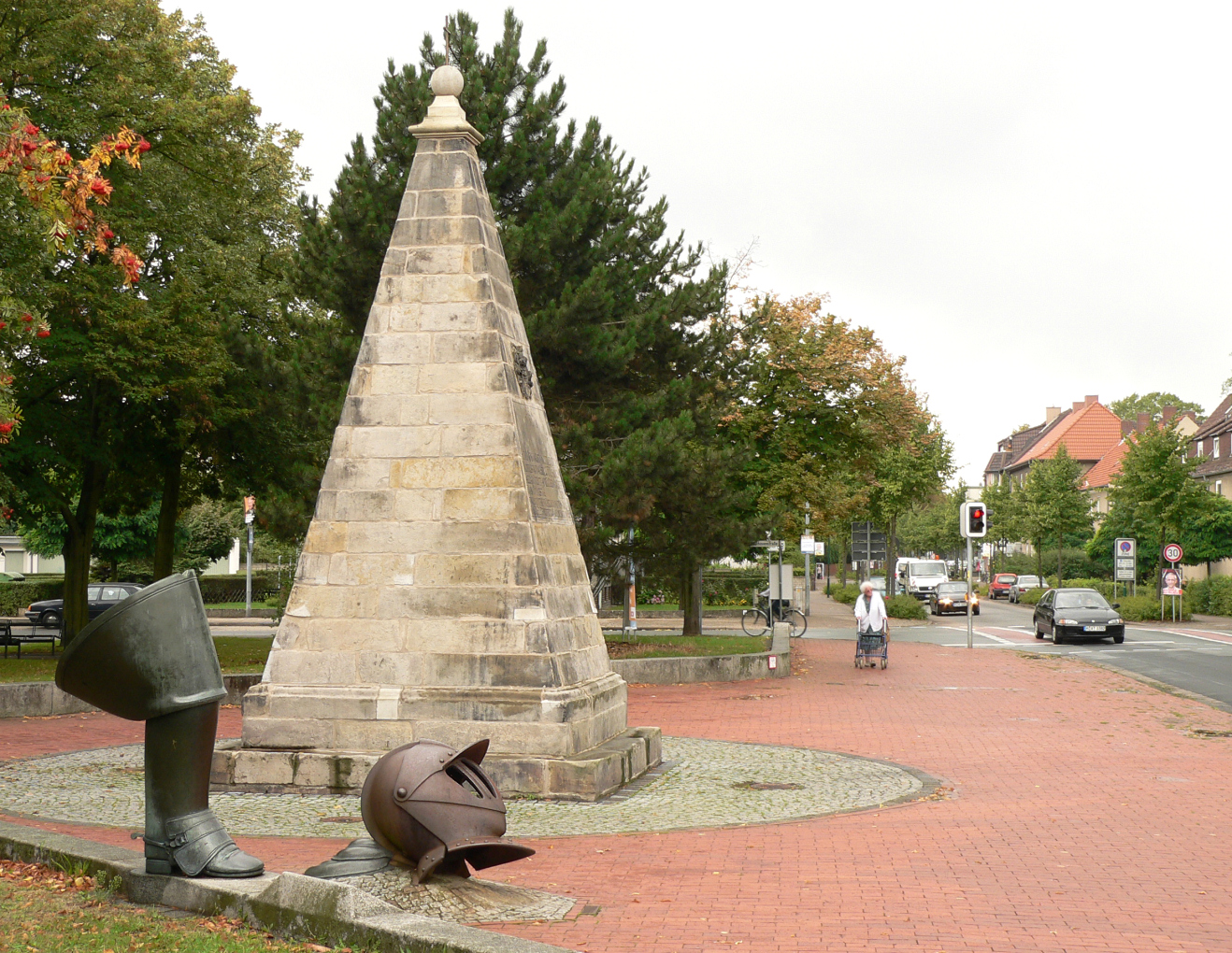
Obentraut[3]-monument  door Jeremias Sutel, ca. 1630
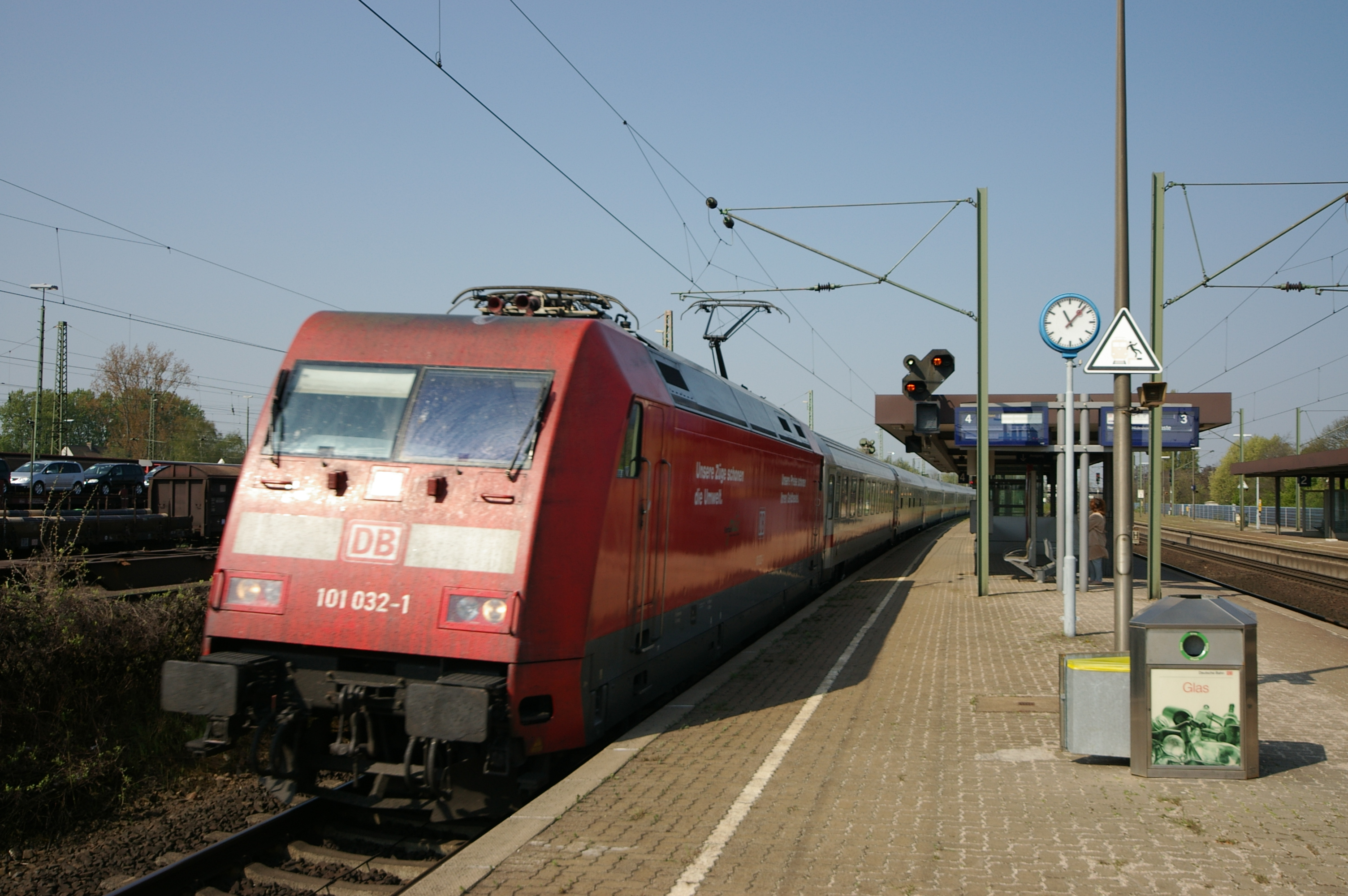
Station Seelze
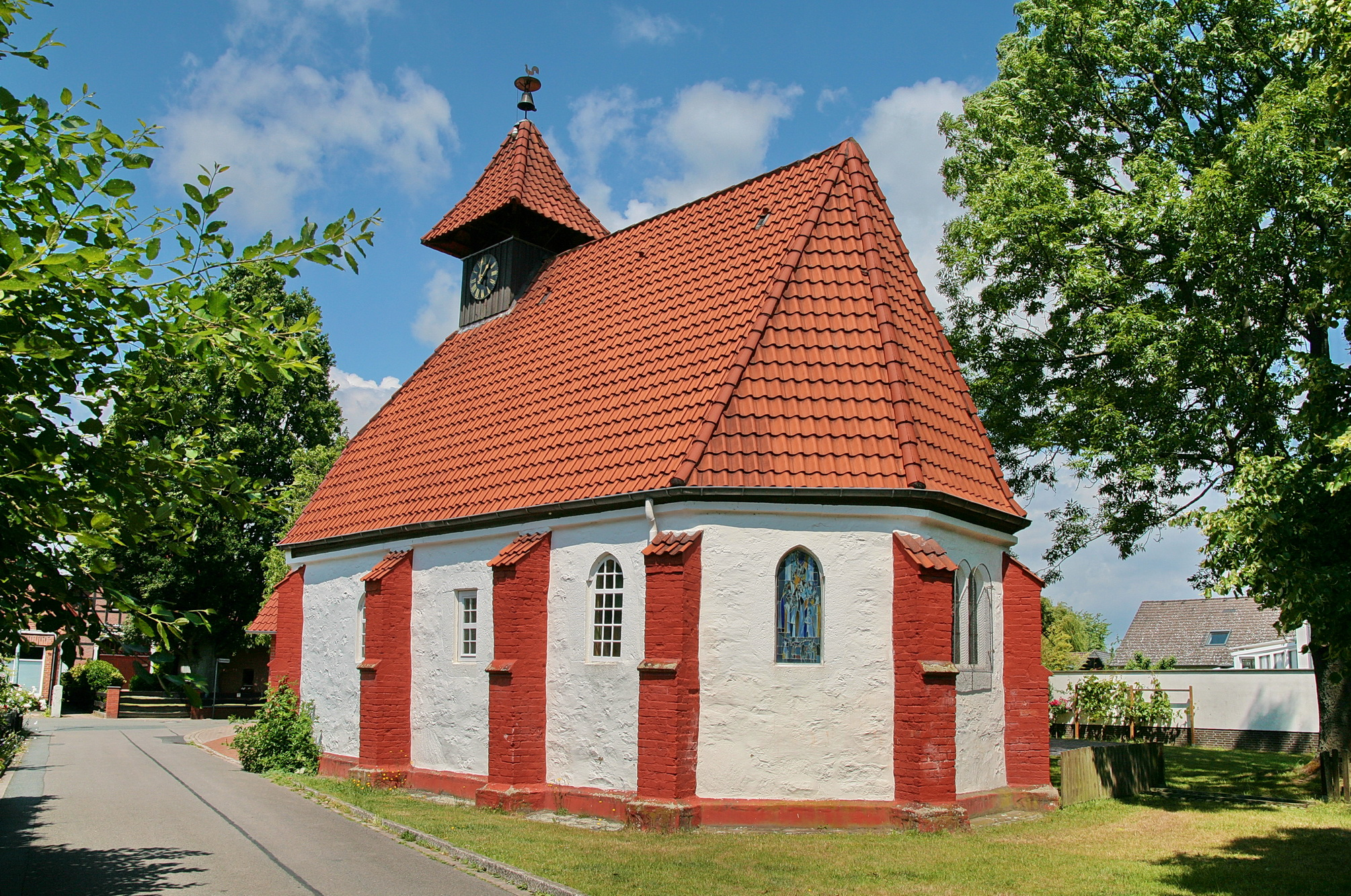
Kapelletje van Gümmer (bouwjaar 1508)
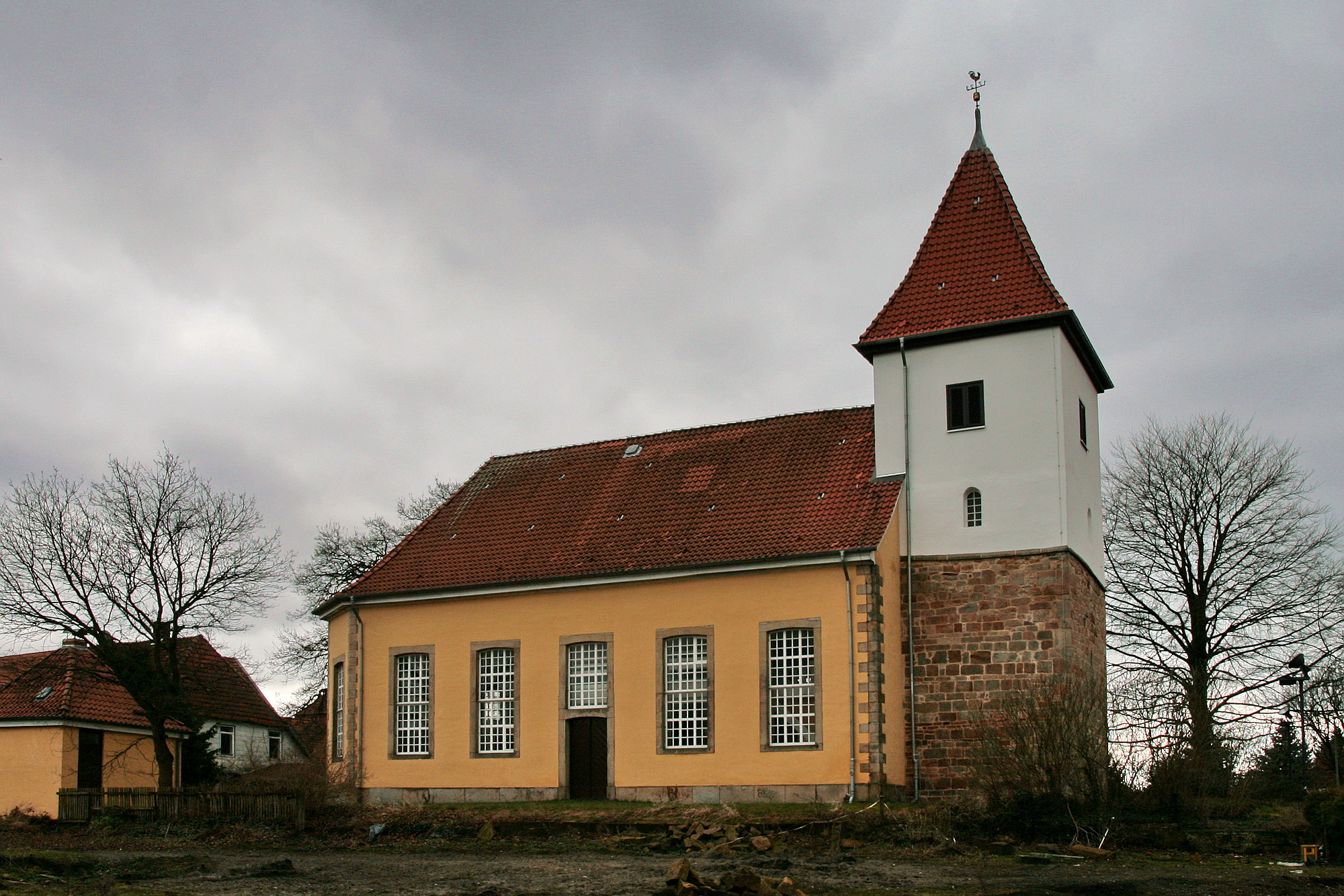
Kerk van de Heilige Drie-eenheid, Kirchwehren; 18e-eeuws, toren mogelijk deels  12e-eeuws
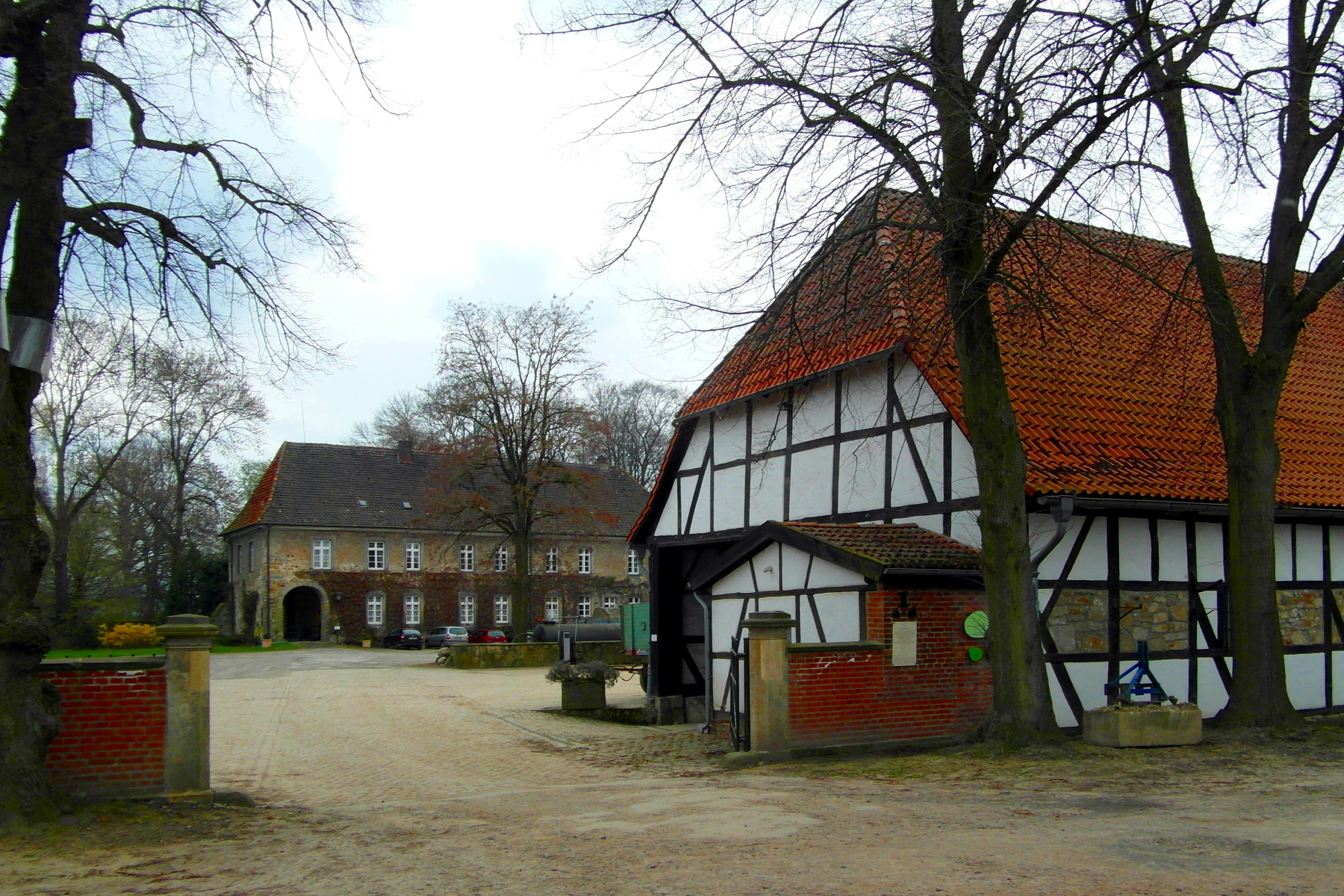
Herenhuis en tiendschuur (rechts) Landgoed Dunau, Lathwehren
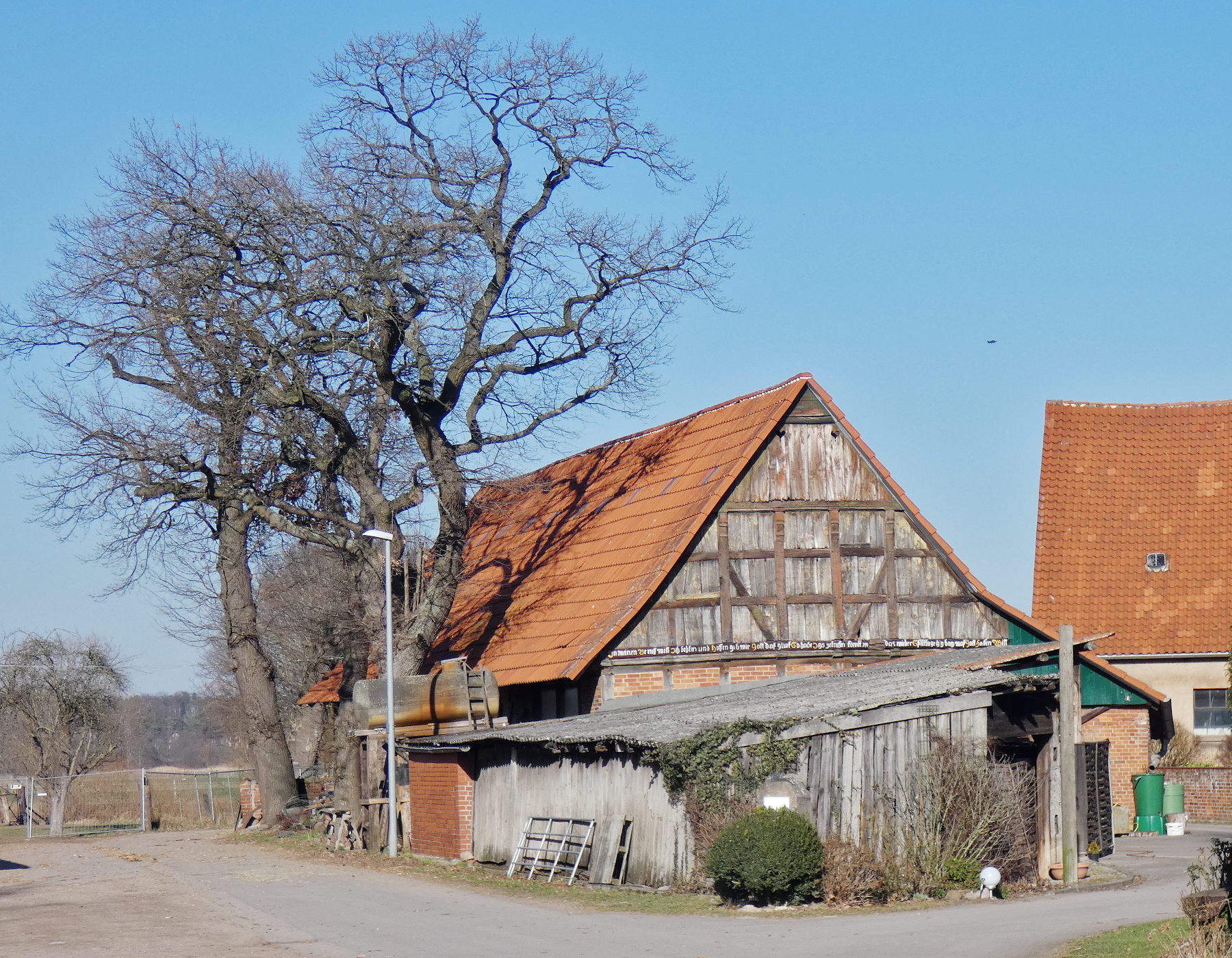
Een van de voor de streek karakteristieke vakwerkboerderijen (Am Wall 4, Lohnde)
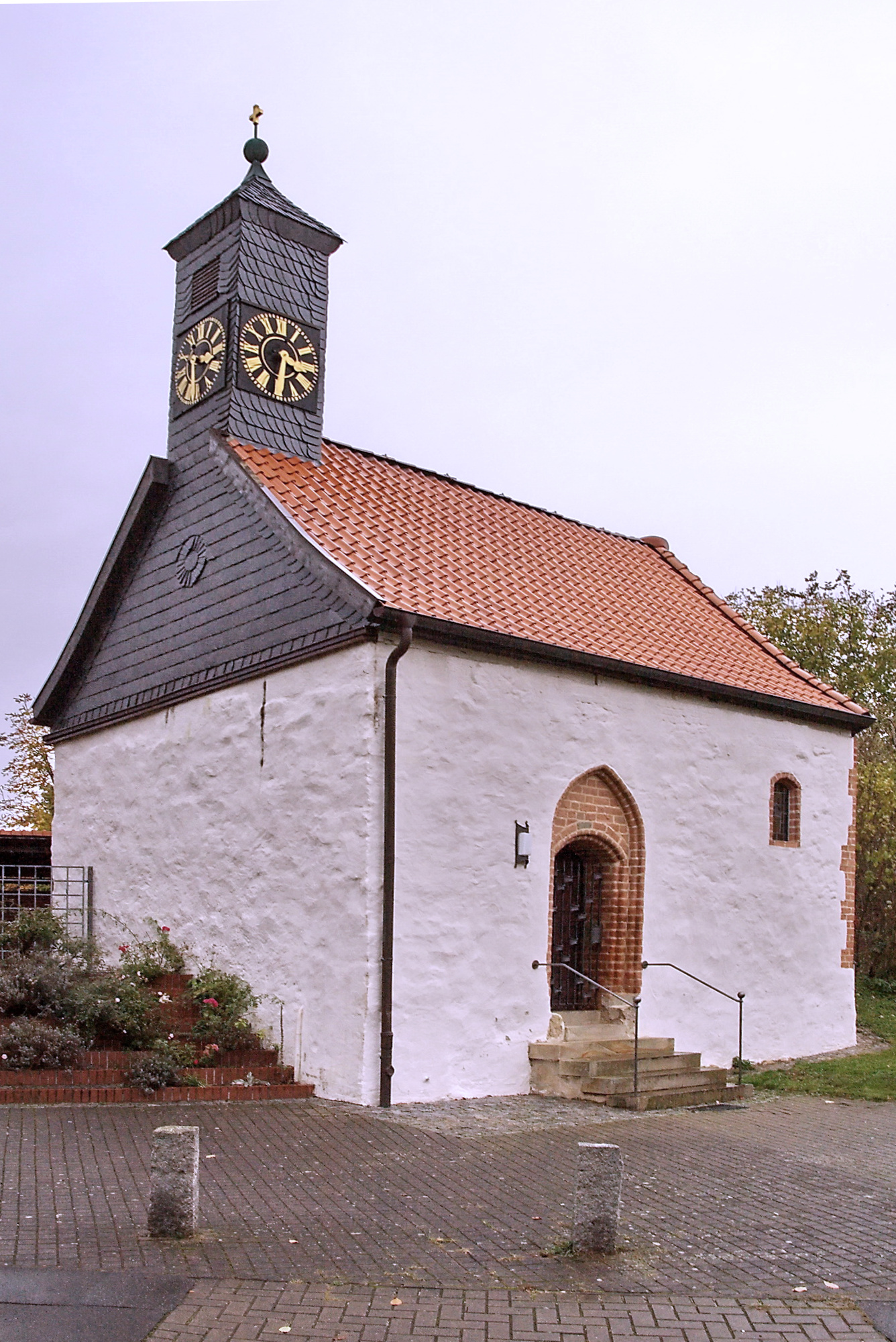
Kapelletje van Velber (in 1841 gesloopt en conform het middeleeuwse origineel herbouwd)
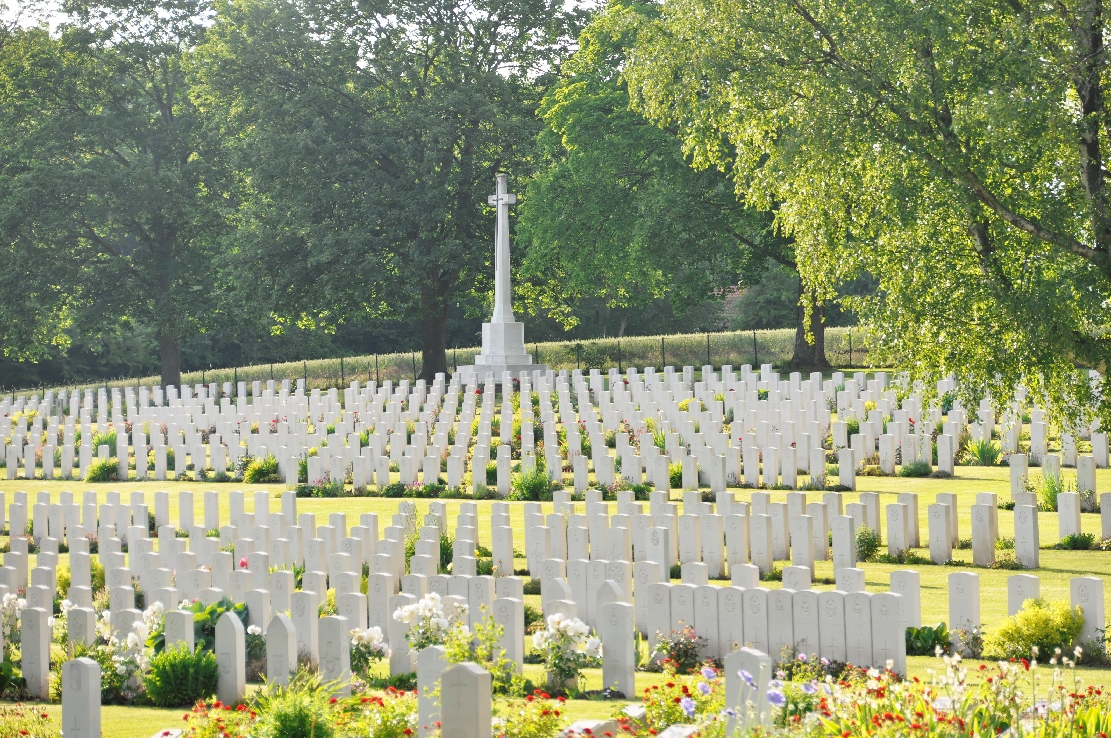
Brits oorlogskerkhof in Harenberg op de grens met Hannover-Ahlem

## Belangrijke personen in relatie tot de gemeente

### Geboren
- Johanna Jachmann-Wagner (1828-1894), operazangeres (sopraan), nicht van Richard Wagner, excelleerde vooral in opera's van Giacomo Meyerbeer
- Lina Larissa Strahl (1997), actrice en singer-songwriter

### Overleden
- Frederik van Saksen-Altenburg (1599-1625, gesneuveld)